# Джинджолава, Джемали-Георгий
Джемали-Георгий Джинджолава (груз. ჯემალ-გიორგი ჯინჯოლავა; род. 28 июня 2000, Тбилиси) — грузинский футболист, защитник клуба «Иберия 1999».

## Клубная карьера
Джинджолава — воспитанник футбольного клуба «Сабуртало». 23 сентября 2018 года в матче против «Торпедо Кутаиси» он дебютировал в Эровнули лиге. В декабре 2019 года на правах аренды перешёл в испанский «Бенидорм», за основной состав не сыграл ни разу.
Зимой 2020 года был арендован тбилисским «Локомотивом» до конца сезона. 7 марта в поединке против «Чихура» Джемали-Георгий дебютировал за новый клуб.
В июле 2021 года на правах аренды перешёл в испанский дубль «Кадис B». 12 сентября против «Кордовы» он дебютировал в Сегунде Б. 17 октября в поединке против «Панадерия Пулидо» он забил первый гол за «Кадис B».
Зимой 2024 года был арендован клубом «ВиОн». 10 февраля в матче против «Банска-Бистрица» Джинджолава дебютировал в чемпионате Словакии. 2 марта в поединке против «Михаловце» он отметился дебютным голом за «ВиОн».

## Международная карьера
В 2023 году в составе молодёжной сборной Грузии Джинджолава принял участие в молодёжном чемпионате Европы. На турнире он остался на скамейке запасных.